# Malachim

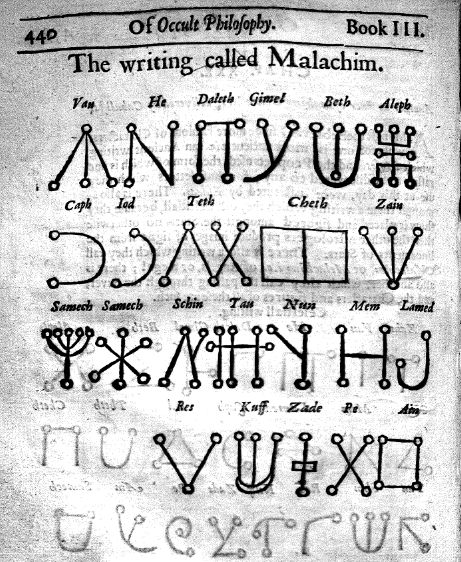
De la philosophie occulte. Livre III page 440.

Le Malachim, Melachim ou écriture des anges est un alphabet consonantique (ou abjad) de 23 lettres, décrit par Henri-Corneille Agrippa de Nettesheim au XVIe siècle dans le troisième livre de son ouvrage De occulta philosophia (1513),. 
Henri-Corneille Agrippa de Nettesheim a aussi décrit d'autres alphabets similaires, comme l'Alphabet Célestial et le Transitus Fluvii.
Le mot « Malachim » est une forme plurielle de l'hébreu מלאך, mal'ach et signifie « anges » ou « messagers ». Cet alphabet est formé à partir des alphabets hébreu et grec. Il semble être toujours utilisé par la franc-maçonnerie. 

## Alphabet
Cette version de cet alphabet (écrit de droite à gauche) provient de l'édition de 1651 de l'ouvrage De la Philosophie occulte. Les noms des lettres donnés ici correspondent à ceux dans l'alphabet hébreu, mais les glyphes (ou œils quand ils sont imprimés) sont très différents, parfois inspirés de ceux des lettres dans les alphabets antiques phénicien ou grec.
|                    |                         |                        |          |                   |                   |            |                    |
| Cheth ou Het       | Zain ou Zayin           | Vau ou Vav             | He       | Daleth ou Dalet   | Gimel             | Beth       | Aleph              |
|                    |                         |                        |          |                   |                   |            |                    |
| Shin, Shim ou Shom | Tau ou Tav              | Nun                    | Mem      | Lamed             | Caph, Kaf ou Kaph | Iod ou Yod | Teth, Tet ou Theth |
|                    |                         |                        |          |                   |                   |            |                    |
| Res ou Resh        | Kuff, Qoph, Qof ou Quph | Tzaddi, Tzaddi ou Zade | Pe ou Fe | Ain, Ayn ou ʿAyin | Samech            | Samech     |                    |